# Keureuweung Blang
Keureuweung Blang is een bestuurslaag in het regentschap Aceh Besar van de provincie Atjeh, Indonesië. Keureuweung Blang telt 471 inwoners (volkstelling 2010).